# Pierre de Cros
Pierre de Cros, O.S.B. (? - 16 de novembro de 1388) foi um arcebispo católico, camerlengo e pseudocardeal francês do século XIV, envolvido no Grande Cisma do Ocidente.

## Biografia
Pierre de Cros nasceu em La Chaul, paróquia de Saint-Exupéry, Corrèze, diocese de Limoges. Filho de Aymar Murat de Cros e Marie de Montclar. Irmão do Cardeal Jean de Cros (1371), parente do Papa Gregório XI e do Cardeal Pierre de Cros (1350). Ele era chamado de Cardeal de Arles.
Entrou para a Ordem de São Bento em Saint-Martial, Limoges. Obteve um doutorado em decretos (direito canônico). Preboste de Roussac, diocese de Limoges, 6 de julho de 1342. Cellerier da sé de Tulle, 5 de fevereiro de 1343. Prior de La Voulte, diocese de Saint-Flour. Abade de Tournus, diocese de Châlons-sur-Saône, 20 de fevereiro de 1348.
Eleito bispo de Saint Papoul em 1361; confirmado em 27 de julho de 1362 pelo Papa Inocêncio VI. Promovido à sé metropolitana de Bourges em 8 de junho de 1370 pelo Papa Urbano V. Gregório XI o nomeou Camerlengo da Santa Igreja Romana em 20 de junho de 1371. Transferido para a sé de Arles em 2 de agosto de 1374. Governador do Condado de Venaissin de 1374 a 1376. Foi a Roma com o Papa Gregório XI quando o pontífice retornou àquela cidade em 1376. Encarregado de cuidar do conclave de abril de 1378, que elegeu o Papa Urbano VI; Pierre refugiou-se no Castelo de Santo Ângelo quando seu palácio foi saqueado pelos romanos. Ele entregou os bens da Igreja ao Papa Urbano VI no Domingo de Ramos de 1378. Ele seguiu os cardeais que partiram para Anagni escapando do papa; foi excomungado e deposto pelo papa; chamou Bernardo de la Salle com suas tropas para proteger o Sagrado Colégio dos Cardeais contra o papa; referendou a declaração dos cardeais contra o Papa Urbano VI em 2 de agosto de 1378; também enviou uma carta no mesmo sentido aos coletores da Santa Sé. Juntou-se à obediência do Antipapa Clemente VII após sua eleição em 20 de setembro de 1378; o antipapa confirmou-o como camerlengo e levou-o para Avinhão. Proposto como arcebispo de Toulouse em 23 de janeiro de 1379.
Criado pseudocardeal presbítero de Ss. Nereo ed Achilleo no consistório de 23 de dezembro de 1383; por uma bula de 24 de dezembro de 1383, ele manteve a administração da sé de Arles, ocupando o posto até janeiro de 1388. O cardeal fundou em Avinhão o colégio e hospital de Saint-Martial. Ele foi um dos executores testamentários dos cardeais Guillaume de Chanac, OSB, e Hugues Roger, OSB. Em 21 de abril de 1385, ele foi para Villeneuve-lès-Avignon para saudar a rainha Maria de Nápoles. Por uma bula do antipapa Clemente VII, datada de 23 de junho de 1388, ele foi nomeado prior de Saint-Jean de Château-Gontier, diocese de Angers. Pierre fez seu testamento em 27 de fevereiro e 15 de novembro de 1388.
Cardeal Pierre de Cros faleceu em 16 de novembro de 1388, em Avinhão, e foi enterrado à direita do altar-mor na igreja do Collège Saint-Martial, em um magnífico mausoléu de mármore.